# Cédric Van Branteghem
Cédric van Branteghem, född den 13 mars 1979 i Gent, är en belgisk friidrottare som tävlar i kortdistanslöpning.
Van Branteghem tävlar huvudsakligen på 400 meter. Han var i final vid EM 2002 i München där han slutade på sjätte plats. Han har vidare var i semifinal vid Olympiska sommarspelen 2004 och 2008 - båda gångernaa slutade han åtta. Vidare var han i semifinal vid VM 2003 och vid inomhus-VM 2003. 
Vid inomhus-VM 2010 blev han silvermedaljör i stafetten över 4 x 400 meter. 

## Personliga rekord
- 400 meter - 45,02 från 2003